# John Cox (efeitos visuais)
John Cox (18 de dezembro de 1959) é um especialista em efeitos visuais australiano. Venceu o Oscar de melhores efeitos visuais na edição de 1996 por Babe, ao lado de Scott E. Anderson, Charles Gibson e Neal Scanlan.